# Tollywood
Tollywood (టాలీవుడ్) refererar till filmindustrin på teluguiska. Namnet kommer från konceptet Bollywood, Telugu + Hollywood. Centrum för Tollywood är Hyderabad.

## Historik

### Bakgrund
Telugu är det näst största språket i Indien, efter hindi. Telugus filmindustri är baserad i staten Andhra Pradesh i Indien. Efter Bollywood (smeknamn för filmindustrin på hindi), görs det mer filmer per år på telugu än något annat språk i Indien.
Den första telugufilmen var Bhishma Pratigna, producerad 1922 och i regi av R.S. Prakash.
Den första talfilmen på telugu var Bhakta Prahlada, med regi av Hanumappa Muniappa Reddy och premiär 1931. 80 telugufilmer gjordes under de första fem åren efter Bhakta Prahlada.

### Utveckling
Yaragudipati Varada Rao (1903-1973) var ett viktigt namn inom Tollywood. Han var både skådespelare och regissör som regisserade stumfilmer som Pandava Nirvana, Pandava Agnathavaas (1930) och Hari Maya (1932).
Flera av de första telugufilmerna med tal hade mytologiska historier. 1936 gjorde Krittiventi Nageswara Rao den första telugufilmen som inte baserades på mytologi, Premavijayam. Denna film lockade andra telugufilmskapare att göra liknande filmer. Flera populära teman för dessa filmer var det feodala Zamindarisystemet (Raitu Bidda, 1939), konceptet med de oberörbara (Mallapilla, 1938), och änkegiftermål.

### Senare år
Sedan dess har det även skapats filmer som inte är baserade på mytologi eller folkhistorier inom den telugiska filmvärlden. Kasinadhuni Viswanath är en av de mer kända filmskaparna. Hans filmer är välkända för de vackra beskrivningarna av den indiska kulturen och dess värdesystem.
Numera, på tidigt 2000-tal, görs det omkring 150 filmer på telugu varje år, med omkring två nya filmer varje vecka. Trots den växande filmindustrin och antal filmer som släpps varje år, blir endast en liten andel av filmerna välkända. Det finns dock ett antal filmer som blir succéer varje år.
År 2005 såldes det 700 miljoner biobiljetter till ett värde av 2,3 miljarder rupier (ungefär 398 miljoner SEK). De populäraste filmerna visas senare vid inledningen av de regionala högtiderna Sankranthi, Sommar och Dushera.

## Produktion
Budgeten för tamilska filmer räknas i crore (10 miljoner) rupier (motsvarade maj 2023 ungefär 1 250 000 svenska kronor).
Filmbudgeterna för en typisk Tollywood-producerad film låg 2007 på mellan 7 och 15 crore per film. Vissa filmer kan få en budget på mellan 12 och 20 crore och de dyraste mellan 25 och 50 crore, beroende på framgångarna. Populära skådespelare som Megastar Chiranjeevi, Balakrishna, Akkineni Nagarjuna, Venkatesh, Mahesh Babu, Jr. NTR och Pawan Kalyan är några av de högst betalda skådespelarna inom telugufilmvärlden.